# ティム・ブルーケルス
ティム・ヘラルド・ヨハン・ブルーケルス（Tim Gerard Johan Breukers、1987年11月4日 - ）は、オランダ・オルデンザール出身の元サッカー選手。現役時代のポジションはDF。

## 経歴

### ヘラクレス・アルメロ
オルデンザールで生まれ、2007年にヘラクレス・アルメロに加入すると、2007年12月12日、フェイエノールトとのリーグ戦でプロデビューした。翌シーズンは公式戦出場6試合にとどまったが、2008-09シーズンからアルメロでレギュラーの座を確保し始め、リーグ戦27試合に出場した。2009-10シーズンにはリーグ戦全節でスタメンフル出場を飾った。

### トゥウェンテ
2012年4月16日、FCトゥウェンテと3年契約を交わした。また、ヘラクレス・アルメロからトゥウェンテに移籍した選手はブルーケルスで4人目である。トゥウェンテでは思うような出場機会を得れず、2014-15シーズンの冬の移籍市場で古巣のヘラクレス・アルメロへとレンタルされた。

### ヘラクレス・アルメロへの復帰
ヘラクレス・アルメロは2015年6月、ブルーケルスと2年契約を結んだことを発表した。2017年5月3日にはクラブとの契約を2017年まで延長した。